# Football League First Division
Football League First Division a reprezentat cea mai importantă întrecere fotbalistică internă din Anglia după fuziunea a Football Alliance cu Football League în anul 1892.

## Istoric
Urmând procedurile jurdice ale forului englez de fotbal FA Football Association, Football League a fondată în anul în 1888 după mai multe întruniri inițiate de către președintele clubului Aston Villa Football Club (Birmingham), William McGregor.
Primul sezon a început la 8 spetembrie 1888 și a reunit 12 cluburi din regiunile Midlands și Northern England: Accrington Football Club, Aston Villa FC, Blackburn Rovers FC, Bolton Wanderers FC, Burnley FC, Derby County FC, Everton FC, Notts County FC, Preston North End FC, Stoke Football Club. (redenumit Stoke City FC în 1928), West Bromwich Albion FC și Wolverhampton Wanderers FC.
La sfârșitul primului sezon, 1888-99, Preston North End Football Club a cucerit primul titlu de campioni.
Concomitent cu Football League mai exista o competiție, Football Alliance prezidată de John Holmes, președintele clubului The Wednesday (Sheffield).
În 1892, cele două competiții au fuzionat creându-se astfel o competiție mai puternică ierarhizată pe două eșaloane: Football League First Division (care cuprinde majoritatea echipelor din Football League și cele mai puternice trei echipe din Football Alliance) și Football League Second Division (majoritatea din "Football Alliance").

## Football League First Division (1892–1992)
| Sezonul         | Champioana Nr. de Titluri                                                                                      | Vice-Campioana                                                                                                 | Locul Trei | Golgheter | Nr. Goluri |
| --------------- | --- | --- | --- | --- | --- |
| 1892–93         | Sunderland | Preston | Everton | John Campbell (Sunderland A.F.C.)                                                                              | 31 |
| 1893–94         | Aston Villa | Sunderland | Derby County                                                                                                   | Jack Southworth (Everton F.C.)                                                                                 | 27 |
| 1894–95         | Sunderland | Everton | Aston Villa | John Campbell (Sunderland A.F.C.)                                                                              | 22 |
| 1895–96         | Aston Villa | Derby County                                                                                                   | Everton | John Campbell (Aston Villa F.C.) Steve Bloomer (Derby County F.C.)                                             | 20 |
| 1896–97         | Aston Villa | Sheffield United                                                                                               | Derby County                                                                                                   | Steve Bloomer (Derby County F.C.)                                                                              | 22 |
| 1897-98         | Sheffield United                                                                                               | Sunderland | Wolverhampton                                                                                                  | Fred Wheldon (Aston Villa F.C.)                                                                                | 21 |
| 1898-99         | Aston Villa | Liverpool | Burnley | Steve Bloomer (Derby County F.C.)                                                                              | 23 |
| 1899-1900       | Aston Villa | Sheffield United                                                                                               | Sunderland | Billy Garraty (Aston Villa F.C.)                                                                               | 27 |
| 1900-01         | Liverpool | Sunderland | Notts County                                                                                                   | Steve Bloomer (Derby County F.C.)                                                                              | 23 |
| 1901-02         | Sunderland | Everton | Newcastle | Jimmy Settle (Everton F.C.)                                                                                    | 18 |
| 1902-03         | The Wednesday F.C.[8]                                                                                          | Aston Villa | Sunderland | Sam Raybould (Liverpool F.C.)                                                                                  | 31 |
| 1903-04         | The Wednesday F.C.                                                                                             | Manchester City                                                                                                | Everton | Steve Bloomer (Derby County F.C.)                                                                              | 20 |
| 1904-05         | Newcastle | Everton | Manchester City                                                                                                | Arthur Brown (Sheffield United F.C.)                                                                           | 22 |
| 1905-006        | Liverpool | Preston | Sheffield Wednesday                                                                                            | Albert Shepherd (Bolton Wanderers F.C.)                                                                        | 26 |
| 1906-07         | Newcastle | Bristol City                                                                                                   | Everton | Alex Young (Everton F.C.)                                                                                      | 30 |
| 1907-08         | Manchester United                                                                                              | Aston Villa | Manchester City                                                                                                | Enoch West (Nottingham Forest F.C.)                                                                            | 27 |
| 1908-09         | Newcastle | Everton | Sunderland | Bert Freeman (Everton F.C.)                                                                                    | 38 |
| 1909-10         | Aston Villa | Liverpool | Blackburn Rovers                                                                                               | Jack Parkinson (Liverpool F.C.)                                                                                | 30 |
| 1910-11         | Manchester United                                                                                              | Aston Villa | Sunderland | Albert Shepherd (Newcastle United F.C.)                                                                        | 25 |
| 1911-12         | Blackburn Rovers                                                                                               | Everton | Newcastle | Harry Hampton (Aston Villa F.C.) George Holley (Sunderland A.F.C.) David McLean (The Wednesday)                | 25 |
| 1912-13         | Sunderland | Aston Villa | The Wednesday F.C.                                                                                             | David McLean (The Wednesday F.C.)                                                                              | 30 |
| 1913-14         | Blackburn Rovers                                                                                               | Aston Villa | Middlesbrough                                                                                                  | George Elliott (Middlesbrough F.C.)                                                                            | 32 |
| 1914–15         | Everton | Oldham | Blackburn Rovers                                                                                               | Bobby Parker (Everton F.C.)                                                                                    | 35 |
| 1915/16–1918/19 | Competiția suspendată în timpul Primului Război Mondial.                                                       | Competiția suspendată în timpul Primului Război Mondial.                                                       | Competiția suspendată în timpul Primului Război Mondial.                                                       | Competiția suspendată în timpul Primului Război Mondial.                                                       | Competiția suspendată în timpul Primului Război Mondial.                                                       |
| 1919–20         | West Bromwich                                                                                                  | Burnley | Chelsea | Fred Morris (West Bromwich Albion F.C.)                                                                        | 37 |
| 1920–21         | Burnley | Manchester City                                                                                                | Bolton Wanderers                                                                                               | Joe Smith (Bolton Wanderers F.C.)                                                                              | 38 |
| 1921–22         | Liverpool | Tottenham | Burnley | Andrew Wilson (Middlesbrough F.C.)                                                                             | 31 |
| 1922–23         | Liverpool | Sunderland | Huddersfield                                                                                                   | Charlie Buchan (Sunderland A.F.C.)                                                                             | 30 |
| 1923–24         | Huddersfield                                                                                                   | Cardiff City                                                                                                   | Sunderland | Wilf Chadwick (Everton F.C.)                                                                                   | 28 |
| 1924–25         | Huddersfield                                                                                                   | West Bromwich                                                                                                  | Bolton Wanderers                                                                                               | Frank Roberts (Manchester City F.C.)                                                                           | 31 |
| 1925–26         | Huddersfield                                                                                                   | Arsenal | Sunderland | Ted Harper (Blackburn Rovers F.C.)                                                                             | 43 |
| 1926–27         | Newcastle | Huddersfield                                                                                                   | Sunderland | Jimmy Trotter (The Wednesday F.C.)                                                                             | 37 |
| 1927–28         | Everton | Huddersfield                                                                                                   | Leicester City                                                                                                 | Dixie Dean (Everton F.C.)                                                                                      | 60 |
| 1928–29         | The Wednesday F.C.                                                                                             | Leicester City                                                                                                 | Aston Villa | Dave Halliday (Sunderland A.F.C.)                                                                              | 43 |
| 1929–30         | Sheffield Wednesday                                                                                            | Derby County                                                                                                   | Manchester City                                                                                                | Vic Watson (West Ham United F.C.)                                                                              | 41 |
| 1930–31         | Arsenal | Aston Villa | Sheffield Wednesday                                                                                            | Tom Waring (Aston Villa F.C.)                                                                                  | 49 |
| 1931–32         | Everton | Arsenal | Sheffield Wednesday                                                                                            | Dixie Dean (Everton F.C.)                                                                                      | 44 |
| 1932–33         | Arsenal | Aston Villa | Sheffield Wednesday                                                                                            | Jack Bowers (Derby County F.C.)                                                                                | 35 |
| 1933–34         | Arsenal | Huddersfield                                                                                                   | Tottenham | Jack Bowers (Derby County F.C.)                                                                                | 34 |
| 1934–35         | Arsenal | Sunderland | Sheffield Wednesday                                                                                            | Ted Drake (Arsenal F.C.)                                                                                       | 42 |
| 1935–36         | Sunderland | Derby County                                                                                                   | Huddersfield                                                                                                   | W. G. Richardson (West Bromwich Albion F.C.)                                                                   | 39 |
| 1936–37         | Manchester City                                                                                                | Charlton | Arsenal | Freddie Steele (Stoke City F.C.)                                                                               | 33 |
| 1937–38         | Arsenal | Wolverhampton                                                                                                  | Preston | Tommy Lawton (Everton F.C.)                                                                                    | 28 |
| 1938–39         | Everton | Wolverhampton                                                                                                  | Charlton | Tommy Lawton (Everton F.C.)                                                                                    | 35 |
| 1939–40         | Liga a fost suspendată în timpul celui de Al Doilea Război Mondial (Blackpool FC era în fruntea clasamentului) | Liga a fost suspendată în timpul celui de Al Doilea Război Mondial (Blackpool FC era în fruntea clasamentului) | Liga a fost suspendată în timpul celui de Al Doilea Război Mondial (Blackpool FC era în fruntea clasamentului) | Liga a fost suspendată în timpul celui de Al Doilea Război Mondial (Blackpool FC era în fruntea clasamentului) | Liga a fost suspendată în timpul celui de Al Doilea Război Mondial (Blackpool FC era în fruntea clasamentului) |
| 1940/41–1945/46 | Liga a fost suspendată în timpul celui de Al Doilea Război Mondial                                             | Liga a fost suspendată în timpul celui de Al Doilea Război Mondial                                             | Liga a fost suspendată în timpul celui de Al Doilea Război Mondial                                             | Liga a fost suspendată în timpul celui de Al Doilea Război Mondial                                             | Liga a fost suspendată în timpul celui de Al Doilea Război Mondial                                             |
| 1946–47         | Liverpool | Manchester United                                                                                              | Wolverhampton                                                                                                  | Dennis Westcott (Wolverhampton Wanderers F.C.)                                                                 | 37 |
| 1947–48         | Arsenal | Manchester United                                                                                              | Burnley | Ronnie Rooke (Arsenal F.C.)                                                                                    | 33 |
| 1948–49         | Portsmouth | Manchester United                                                                                              | Derby County                                                                                                   | Willie Moir (Bolton Wanderers F.C.)                                                                            | 25 |
| 1949–50         | Portsmouth | Wolverhampton                                                                                                  | Sunderland | Dickie Davis (Sunderland A.F.C.)                                                                               | 25 |
| 1950–51         | Tottenham | Manchester United                                                                                              | Blackpool | Stan Mortensen (Blackpool F.C.)                                                                                | 30 |
| 1951–52         | Manchester United                                                                                              | Tottenham | Arsenal | George Robledo (Newcastle United F.C.)                                                                         | 33 |
| 1952–53         | Arsenal | Preston | Wolverhampton                                                                                                  | Charlie Wayman (Preston North End F.C.)                                                                        | 24 |
| 1953–54         | Wolverhampton                                                                                                  | West Bromwich                                                                                                  | Huddersfield                                                                                                   | Jimmy Glazzard (Huddersfield Town F.C.)                                                                        | 29 |
| 1954–55         | Chelsea | Wolverhampton                                                                                                  | Portsmouth | Ronnie Allen (West Bromwich Albion F.C.)                                                                       | 27 |
| 1955–56         | Manchester United                                                                                              | Blackpool | Wolverhampton                                                                                                  | Nat Lofthouse (Bolton Wanderers F.C.)                                                                          | 33 |
| 1956–57         | Manchester United                                                                                              | Tottenham | Preston | John Charles (Leeds United A.F.C.)                                                                             | 38 |
| 1957–58         | Wolverhampton                                                                                                  | Preston | Tottenham | Bobby Smith (Tottenham Hotspur F.C.)                                                                           | 36 |
| 1958–59         | Wolverhampton                                                                                                  | Manchester United                                                                                              | Arsenal | Jimmy Greaves (Chelsea F.C.)                                                                                   | 33 |
| 1959–60         | Burnley | Wolverhampton                                                                                                  | Tottenham | Dennis Viollet (Manchester United F.C.)                                                                        | 32 |
| 1960–61         | Tottenham | Sheffield Wednesday                                                                                            | Wolverhampton                                                                                                  | Jimmy Greaves (Chelsea F.C.)                                                                                   | 41 |
| 1961–62         | Ipswich | Burnley | Tottenham | Ray Crawford (Ipswich Town F.C.) Derek Kevan (West Bromwich Albion F.C.)                                       | 33 |
| 1962–63         | Everton | Tottenham | Burnley | Jimmy Greaves (Tottenham Hotspur F.C.)                                                                         | 37 |
| 1963–64         | Liverpool | Manchester United                                                                                              | Everton | Jimmy Greaves (Tottenham Hotspur F.C.)                                                                         | 35 |
| 1964–65         | Manchester United                                                                                              | Leeds United                                                                                                   | Chelsea | Andy McEvoy (Blackburn Rovers F.C.) Jimmy Greaves (Tottenham Hotspur F.C.)                                     | 29 |
| 1965–66         | Liverpool | Leeds United                                                                                                   | Burnley | Willie Irvine (Burnley F.C.)                                                                                   | 29 |
| 1966–67         | Manchester United                                                                                              | Nottingham Forest                                                                                              | Tottenham | Ron Davies (Ron Davies) (Southampton F.C.)                                                                     | 37 |
| 1967–68         | Manchester City                                                                                                | Manchester United                                                                                              | Liverpool | George Best (Manchester United F.C.) Ron Davies (Southampton F.C.)                                             | 28 |
| 1968–69         | Leeds United                                                                                                   | Liverpool | Everton | Jimmy Greaves (Tottenham Hotspur)                                                                              | 27 |
| 1969–70         | Everton | Leeds United                                                                                                   | Chelsea | Jeff Astle (West Bromwich Albion F.C.)                                                                         | 25 |
| 1970–71         | Arsenal | Leeds United                                                                                                   | Tottenham | Tony Brown (West Bromwich Albion)                                                                              | 28 |
| 1971–72         | Derby County                                                                                                   | Leeds United                                                                                                   | Liverpool | Francis Lee (Manchester City F.C.)                                                                             | 33 |
| 1972–73         | Liverpool | Arsenal | Leeds United                                                                                                   | Pop Robson (West Ham United F.C.)                                                                              | 28 |
| 1973–74         | Leeds United                                                                                                   | Liverpool | Derby County                                                                                                   | Mick Channon (Southampton F.C.)                                                                                | 21 |
| 1974–75         | Derby County                                                                                                   | Liverpool | Ipswich | Malcolm Macdonald (Newcastle United F.C.)                                                                      | 21 |
| 1975–76         | Liverpool | Queens Park Rangers                                                                                            | Manchester United                                                                                              | Ted MacDougall (Norwich City F.C.)                                                                             | 23 |
| 1976–77         | Liverpool | Manchester City                                                                                                | Ipswich | Malcolm Macdonald (Arsenal F.C.) Andy Gray (Aston Villa F.C.)                                                  | 25 |
| 1977–78         | Nottingham Forest                                                                                              | Liverpool | Everton | Bob Latchford (Everton F.C.)                                                                                   | 30 |
| 1978–79         | Liverpool | Nottingham Forest                                                                                              | West Bromwich                                                                                                  | Frank Worthington (Bolton Wanderers F.C.)                                                                      | 24 |
| 1979–80         | Liverpool | Manchester United                                                                                              | Ipswich | Phil Boyer (Southampton F.C.)                                                                                  | 23 |
| 1980–81         | Aston Villa | Ipswich | Arsenal | Peter Withe (Aston Villa F.C.) Steve Archibald (Tottenham Hotspur F.C.)                                        | 20 |
| 1981–82 [5]     | Liverpool | Ipswich | Manchester United                                                                                              | Kevin Keegan (Southampton F.C.)                                                                                | 26 |
| 1982–83         | Liverpool | Watford | Manchester United                                                                                              | Luther Blissett (Watford F.C.)                                                                                 | 27 |
| 1983–84         | Liverpool | Southampton | Nottingham Forest                                                                                              | Ian Rush (Liverpool F.C.)                                                                                      | 32 |
| 1984–85         | Everton | Liverpool | Tottenham | Kerry Dixon (Chelsea F.C.) Gary Lineker (Leicester City F.C.)                                                  | 24 |
| 1985–86         | Liverpool | Everton | West Ham | Gary Lineker (Everton F.C.)                                                                                    | 30 |
| 1986–87         | Everton | Liverpool | Tottenham | Clive Allen (Tottenham Hotspur F.C.)                                                                           | 33 |
| 1987–88         | Liverpool | Manchester United                                                                                              | Nottingham Forest                                                                                              | John Aldridge (Liverpool F.C.)                                                                                 | 26 |
| 1988–89         | Arsenal | Liverpool | Nottingham Forest                                                                                              | Alan Smith (Arsenal F.C.)                                                                                      | 23 |
| 1989–90         | Liverpool | Aston Villa | Tottenham | Gary Lineker (Tottenham Hotspur F.C.)                                                                          | 24 |
| 1990–91         | Arsenal | Liverpool | Crystal Palace                                                                                                 | Alan Smith (Arsenal F.C.)                                                                                      | 22 |
| 1991–92         | Leeds United                                                                                                   | Manchester United                                                                                              | Sheffield Wednesday                                                                                            | Ian Wright (Crystal Palace F.C. / Arsenal F.C.)                                                                | 29 |

## Clasament
| Locul | Club                                   | Nr. Titluri |
| ----- | -------------------------------------- | ----------- |
| 1.    | Liverpool Football Club                | 18          |
| 2.    | Arsenal Football Club                  | 10          |
| 3.    | Everton Football Club                  | 9           |
| 4.    | Manchester United Football Club        | 7           |
|       | Aston Villa Footbal Club               | 7           |
| 5.    | Suderland Association Football Club    | 6           |
| 6.    | Newcastle United Football Club         | 4           |
|       | Sheffield Wednesday Football Club      | 4           |
| 7.    | Huddersfield Town Football Club        | 3           |
|       | Leeds United Association Football Club | 3           |
|       | Wolverhampton Wanderers Football Club  | 3           |
| 8.    | Blackburn Rovers Football Club         | 2           |
|       | Manchester City Football Club          | 2           |

## Vezi
- Football League (1888-1892)
- Football Alliance
- Premier League

## Referinte
- „Past winners–The Football League”. Football League website. Accesat în 29 august 2008.
- „English League Leading Goalscorers”. RSSSF. Accesat în 11 iunie 2009.